# 黄泥垄岗战壕遗址
黄泥垄岗战壕遗址位于中国浙江省宁波市海曙区章水镇大皎村下塘自然村乌龟岩山岙，南北走向，全长3千米，宽1米左右，深0.6米，壕沟北面有一炮楼遗址，直径2.3米，西面有2条支战壕，两条相距10米，是抗战时期国民党为阻止日军入侵而挖掘的，目前壕沟有的地方已被填平，2010年9月公布为鄞州区文物保护单位，2018年12月28日因行政区划调整公布为海曙区文物保护单位。